# Bolbocaffer kraatzi
Bolbocaffer kraatzi är en skalbaggsart som beskrevs av Renaud Maurice Adrien Paulian 1941. Bolbocaffer kraatzi ingår i släktet Bolbocaffer och familjen Bolboceratidae. Inga underarter finns listade.